# Eublemma rivula
Eublemma rivula es una especie de Lepidoptera de la familia Noctuidae. Se encuentra en el Sudeste de Asia, incluyendo Hong Kong, India, Japón, las islas de la Sociedad, Taiwán y en Australia en  Territorio de la Capital Australiana, Nueva Gales del Sur y Queensland.
Las larvas se alimentan principalmente en  Carthamus tinctorius.